# كين (نيويورك)
كين (بالإنجليزية: Keene, New York)‏ هي بلدة أمريكية تقع في الولايات المتحدة في مقاطعة إيسيكس، نيويورك. يقدر عدد سكانها بـ 1,105 نسمة ومساحتها 405.7 كم2 وترتفع عن سطح البحر 414 متر.

## أعلام
- إميلي تشيني نيفيل
- ويليام موريس ديفيس
- بوب هيكي